# Kanton Le Perreux-sur-Marne
Der Kanton Le Perreux-sur-Marne war von 1967 bis 2015 ein französischer Wahlkreis im Arrondissement Nogent-sur-Marne, im Département Val-de-Marne und in der Region Île-de-France. Er war identisch mit der Stadt Le Perreux-sur-Marne.